# Volume rendering
En visualización científica y gráficos por computador, la «renderización de volúmenes» o Volume rendering en inglés es un conjunto de técnicas usadas para mostrar una proyección 2D (en la pantalla de visualización) de un conjunto de datos discretamente muestreados en 3D.
Típicamente un conjunto de datos 3D puede verse como un grupo de rebanadas 2D tomadas por una tomografía axial computarizada, una resonancia magnética nuclear o un escáner MicroCT. Normalmente son obtenidas de forma regular (como por ejemplo una rebanada por milímetro) además de tener un número regular de píxeles en un patrón regular. Este es un ejemplo de un volumen regular, donde cada elemento del volumen, o voxel, está representado por un único valor que es obtenido mediante muestreo del área intermedia que rodea el voxel.
- Datos: Q2165951
- Multimedia: Volume rendering / Q2165951